# المرإبض (العدين)

تعديل مصدري - تعديل

المرابض محلة تابعة لقرية خصالة، التابعة لعزلة الغضيبة بمديرية العدين إحدى مديريات محافظة إب في الجمهورية اليمنية.، بلغ تعداد سكانها 22 حسب تعداد اليمن لعام 2004.